# Fagion sylvaticae
Fagion sylvaticae er et plantesamfund, som omfatter alle bøge- og bøgeblandingsskove. Det forudsætter fugtig, gerne basisk jord, og det er ret frostfølsomt. Plantesamfundet er i sagens natur udbredt omtrent som Bøg (Fagus sylvatica). Det har følgende underopdelinger:
- Luzulo-Fagion – Frytle-Bøgesamfundet
- Galio odorati-Fagion – Skovmærke-Bøgesamfundet
- Cephalanthero-Fagion – Orkidé-Bøgesamfundet
- Tilio-Acerion – Lind-Ærsamfundet
- Galium rotundifolium-Abieton – Rundbladet Snerre-Ædelgransamfundet